# Jak si zasloužit princeznu
Jak si zasloužit princeznu je česká filmová pohádka režiséra Jana Schmidta z roku 1995. Film byl v kinech premiérově uveden 2. února 1995. Televizní premiéra se odehrála na stanici ČT1 24. prosince 1996, kdy byl odvysílán jako štědrovečerní pohádka České televize.

## Děj
Chudému rybáři se narodí tři synové z obřích vajec, které mu svěřil obří pták. Pouze jeden z nich má laskavé srdce - Miroslav. Ten vysvobodí princeznu Verunku z rukou zlého Černokněžníka a přivede ji králi, který se s ní má oženit. Miroslav se ale do ní sám zamiluje. S pomocí svých zvířecích přátel musí překonat nástrahy, které mu přichystají jeho závistiví bratři. Nakonec se ale dočká šťastného konce.